# База запаса локомотивов
База запаса служит для размещения и технического надзора за локомотивами и моторвагонным подвижным составом (МВПС), числящихся в запасе железных дорог (в России — в запасе РЖД).
Локомотивы и МВПС, размещаемые на базе, служат для обеспечения тяговыми средствами вновь строящихся железных дорог, а также для пополнения эксплуатируемого парка локомотивных депо, на случай увеличения объёма работ и размеров движения, на случай начала военных действий или природных катаклизмов. В связи с этим хранящийся на базе запаса тяговый подвижной состав должен быть всегда исправен и готов к работе, поэтому при таких базах заодно создаются специальные пункты по обслуживанию подвижного состава, а также проводятся периодические контрольные проверки по техническому состоянию парка базы. Также установлен максимальный срок нахождения подвижного состава в запасе (в России — 1 год), по истечении которого его надлежит отправлять в депо для эксплуатации. Однако же в реальности в России базы запаса часто служат местом хранения списанных или находящихся в неудовлетворительном техническом состоянии единиц подвижного состава, находящихся там порой по несколько лет, а на иных базах и по несколько десятков лет. По этой причине базы запаса в России иногда называют «кладбищами локомотивов».
Для контроля за всем вышеуказанным базы запаса находятся под ведением начальника дороги и приписываются к основному локомотивному депо.